# 이광만
이광만(李光萬, 1962년 ~)은 초대 사법정책연구원 수석연구위원, 제43대 부산지방법원장을 역임한 법조인이다.

## 생애
1962년 부산광역시에서 태어나 동인고등학교와 서울대학교 법학과를 졸업한 뒤, 26회 사법시험에 합격하여 사법연수원을 16기로 수료하였다. 이후 부산고등법원 판사, 법원행정처 인사관리실 인사담당관, 대법원 재판연구관, 서울중앙지방법원 부장판사, 서울고등법원 부장판사를 거쳐 2014년에 초대 사법정책연구원 수석연구위원에 임명되었다. 이후 2017년에 제43대 부산지방법원장에 취임하였다. 서울중앙지방법원에서 영장전담 판사를 지내는 등 형사사건 전문가로 알려져 있다.